# Colin Brinded
Colin Brinded (1946 – 26 listopada 2005) - profesjonalny angielski sędzia snookerowy.
Sędziowaniem meczów snookerowych zajmował się przez prawie 30 lat.
Rozpoczął sędziowanie profesjonalnych turniejów w roku 1976. W 1999 roku sędziował finał mistrzostw świata. W 2004 roku miał okazję być sędzią pojedynku (również podczas MŚ) Ronniego O’Sullivana i Petera Ebdona (mecz ten przeszedł do historii jako "powolna gra" – "slow-play").
Sędziował cztery mecze, w których padły breaki maksymalne.
Zmarł w 2005 na raka.